# Heinrich Hertel
Heinrich Hertel (* 13. November 1901 in Düsseldorf; † 5. Dezember 1982 in Berlin) war ein deutscher Luftfahrttechniker. Er war Doktor der Ingenieurwissenschaften und Professor für Luftfahrttechnik und Wehrwirtschaftsführer.

## Leben
Von 1921 bis 1925 studierte Hertel Bauingenieurwesen an der TH München und an der TH Berlin. Nach dem Abschluss seines Studiums arbeitete er an der Deutschen Versuchsanstalt für Luftfahrt in Berlin-Adlershof. 1930 promovierte er an der TH Berlin. Ab dem Jahre 1933 arbeitete er in den Ernst Heinkel Flugzeugwerken Rostock in der Forschungs- und Entwicklungsabteilung. Er beantragte am 24. August 1937 die Aufnahme in die NSDAP und wurde rückwirkend zum 1. Mai desselben Jahres aufgenommen (Mitgliedsnummer 5.084.115). Ab 1938 war er Honorarprofessor an der Universität Rostock und ab 1941 an der TH Braunschweig. 1939 folgte der Wechsel zu den Junkers Flugzeug- und Motorenwerken als Leiter der Entwicklung und später wurde er Vorstandsmitglied.
Bei Junkers arbeitete er mit an den Untersuchungen, die zusammen mit Otto Frenzl und Werner Hempel zur Entdeckung der Flächenregel führten. Auch an der Entwicklung des Pfeilflügels sowie maßgeblich an der Entwicklung der Flugzeugtypen He 100 und Ju 287 war er beteiligt. Für die Ju 86 entwickelte er die erste Vollsichthöhenkabine, die erlaubte, bis in eine Höhe von 14 Kilometern zu fliegen, ferner war er an der Entwicklung der Ju 252 und der Ju 86R, ausgerüstet mit Druckkabine und Zylinderrumpf, beteiligt. In seiner Zeit bei Junkers wurden die Ju 90 als Fracht- und Transportversionen, die Ju 290 als viermotorige und Ju 390 als sechsmotorige Version entwickelt und gingen in Serie.
Darüber hinaus war er in der Entwicklung des ersten Strahlflugzeugs (He 178), des ersten Flüssigkeitsraketenflugzeugs (He 176) und am Entwurf eines 100-sitzigen Atlantikflugzeugs sowie an der Entwicklung von Großraumstrahlflugzeugen initiativ.
Für das Reichsluftfahrtministerium übernahm Hertel die technische Verantwortung für den Fachbereich „Lafetten usw.“, in den auch Visiere fielen.
Nach Kriegsende arbeitete er in Frankreich an der Entwicklung von Strahlflugzeugen und der Senkrechtstarttechnik. Die TU Berlin berief Hertel 1955 auf den Lehrstuhl für Luftfahrzeugbau. An der TU forschte er weiter an Flugzeugkonstruktionen und setzte seine in Frankreich begonnenen Arbeiten zur Senkrechtstarttechnik bis ins Jahr 1970 fort.
Hertel wurde zum Vordenker der Bionik in der Luftfahrt, denn er untersuchte die Körperform verschiedener Fischarten und entwickelte eine Rumpfform mit geringerem Luftwiderstand als bei herkömmlichen Rumpfformen. Im Gegensatz zu bisher üblichen einheitlichen und daher kostengünstigen Rumpfabschnitten wären jedoch ähnlich wie bei einem Haikörper unterschiedlich geformte Segmente notwendig gewesen, weswegen Hertels Vorschläge nicht in den Flugzeugbau einflossen. Hertel erhielt von der RWTH Aachen den Ehrendoktortitel, ferner wurde er zum Ehrenmitglied der Deutschen Gesellschaft für Luft- und Raumfahrt sowie zum Ehrenbürger des Raumfahrtzentrums Huntsville ernannt.
Er war verheiratet und hatte eine Tochter und drei Söhne. Nach 1949 wendete er sich vom Flugzeugbau ab, als in Frankreich der Bau von Kampfflugzeugen in den Vordergrund trat, und arbeitete bis 1955 im Bergbau für Kohle und Erz. 1960 wendete er sich gegen die Rüstungsforschung an Universitäten und setzte sich anlässlich seiner Ehrendoktorverleihung in Aachen am 16. April 1970 öffentlich mit seinem Wirken vor 1945 auseinander.

## Ehrungen
- 1973: Verdienstkreuz 1. Klasse der Bundesrepublik Deutschland[5]